# 2,5-Diaminohydrochinon-dihydrochlorid
2,5-Diaminohydrochinon-dihydrochlorid DAHQ ist ein symmetrisches Dihydroxybenzol und Phenylendiamin mit beiden Hydroxy- und Aminogruppen jeweils in para-Stellung zueinander, das gewöhnlich als oxidationsstabileres Dihydrochlorid-Salz vorliegt. DAHQ ist Ausgangsstoff für organische Elektrodenmaterialien für wiederaufladbare Batterien, für organische Halbleiter und für MOFs.
Mit Carbonsäuren reagiert DAHQ zu trans-Benzobisoxazolen und mit Dicarbonsäuren, wie z. B. Terephthalsäure bzw. Terephthalsäuredichlorid, zur (nicht-kommerziellen)  trans-Form des Hochleistungskunststoffs Poly(p-phenylen-2,6-benzobisoxazol) PBO (trans-PBO).

## Vorkommen und Darstellung
Der aus Hydrochinon bzw. 1,4-Benzochinon einfach zugängliche Ausgangsstoff 2,5-Dimethoxy-1,4-benzochinon DMBQ wird in methanolischer Lösung unter Druck mit Ammoniak zum 2,5-Diamino-1,4-benzochinon umgesetzt und anschließend mit Zinn(II)-chlorid-Dihydrat SnCl2·2H2O in Gegenwart von Salzsäure zu 2,5-Diamino-1,4-benzoldiol-dihydrochlorid reduziert.
1,4-Benzochinon kann auch mit Raney-Nickel in Methanol zu DMBQ umgesetzt werden, das mit Ammoniak in Methanol zum 2,5-Diamino-1,4-benzochinon reagiert und auch mit Natriumdithionit in wässriger Lösung zu DAHQ reduziert werden kann.
Alternativ erfolgt die Umsetzung von Chloranil in 2-Methoxyethylacetat mit wässriger Ammoniumhydroxidlösung zur Zwischenstufe 2,5-Diamino-3,6-dichlor-1,4-benzochinon (95 % Ausbeute), das in Wasser an einem heterogenen Palladium-Kontakt zum Endprodukt DAHQ-dihydrochlorid hydriert wird (Ausbeute > 85 %).
Bei der Überarbeitung der beiden Verfahrensschritte unter optimierten Prozessbedingungen wurden unlängst Ausbeuten von 84 % in der ersten und 95 % in der zweiten Stufe bei Reinheiten > 96 % gefunden.

## Eigenschaften
2,5-Diaminohydrochinon-dihydrochlorid fällt bei der Synthese als weißes bis braunes wasserlösliches Pulver an, das erst bei Temperaturen über 300 °C schmilzt. In seinen Eigenschaften ähnelt es sehr dem stellungsisomeren 4,6-Diaminoresorcin-dihydrochlorid DAR, das zudem als sehr oxidationsempfindlich beschrieben wird. Wie DAR kann auch DAHQ aus heißer verdünnter Salzsäure unter Zugabe von Aktivkohle und dem Reduktionsmittel Zinn(II)-chlorid als Oxidationsinhibitor zu farblosen Nadeln umkristallisiert werden.

## Anwendungen
In vielen Anwendungen ist die Reinheit der oxidationsempfindlichen Diaminodihydroxybenzole wie 2,5-Diaminohydrochinon kritisch. Quantitative Carbonylierung unter Ringschluss zu Oxazolonen erzeugt stabile, geschützte Zwischenstufen, aus denen das entsprechende Diaminodihydroxybenzol mit konzentrierter Salzsäure vollständig zurückerhalten werden kann.

### DAHQ als Baustein für leitfähige Materialien
Beim Auflösen von 2,5-Diaminohydrochinon-dihydrochlorid in Wasser, Zugabe der Base Triethylamin und Rühren an der Luft entsteht rasch ein dunkelvioletter Niederschlag des Oxidationsprodukts 2,5-Diamino-1,4-benzochinon DABQ, das als Elektrodenmaterial für organische Lithiumbatterien untersucht wird.
Elektrisch leitende metallorganische Netzwerke MOFs sind in praktisch quantitativer Ausbeute aus 2,5-Dihydroxy-1,4-benzochinon DHBQ – aus 2,5-Diaminohydrochinon über sein Oxidationsprodukt DABQ und dessen Hydrolyse
– und Tetrabutylammoniumbromid TBAB, NBu4Br und Nickel(II)-acetat Ni(OAc)2 zugänglich.
Mit Thiophen-2-carbaldehyd und Sauerstoff mit 4-Methoxy-TEMPO als Oxidationskatalysator wird ein bis-thiophensubstituiertes Benzobisoxazol gebildet, das als Modellsubstanz mit ausgedehnterem konjugiertem π-Elektronensystem für organische Elektrolumineszenzmaterialien charakterisiert wurde.
Ein ähnlicher Ansatz – Kondensation von 2,5-Diaminohydrochinon-dihydrochlorid mit Orthoestern, wie z. B. Orthoessigsäuretriethylester (R=CH3), in Gegenwart der Lewis-Säure Yttriumtriflat – wird bei der Synthese niedermolekularer linearer kondensierter Benzobisoxazol-Ringsysteme verfolgt, die wegen ihrer guten Elektronentransporteigenschaften (n-Typ) auf ihre Eignung als organische Halbleiter untersucht wurden.

### DAHQ als Monomer fürtrans-PBO
Wie das stellungsisomere 4,6-Diaminoresorcin-dihydrochlorid lässt sich 2,5-Diaminohydrochinon-dihydrochlorid mit aromatischen Dicarbonsäuren, vorzugsweise Terephthalsäure oder dem Carbonsäurechlorid Terephthalolychlorid zu trans-Poly(p-phenylen-2,6-benzobisoxazol) trans-PBO polykondensieren,
das allerdings wesentlich weniger intensiv bearbeitet und in der Literatur beschrieben wurde. Haupteinsatzgebiet für das Polymer PBO waren ursprünglich Fasern für Gewebe in ballistischen Schutzwesten. Das theoretische E-Modul für Fasern aus trans-PBO wird mit 707 GPa angegeben, nur wenig weniger als der extrem hohe Wert für cis-PBO-Fasern (730 GPa), aber deutlich höher als für die Hochleistungskunststoffe trans-Polybenzimidazol PBI mit 640 oder UHMWPE (ultrahochmolekulares Polyethylen) mit 362 GPa. Aus jüngster Zeit gibt es anekdotische Hinweise auf eine höhere Linearität, sowie bessere mechanische Eigenschaften und photoelektrisches Verhalten von trans-PBO-Fasern im Vergleich zum cis-Pendant.
Nach Befunden des NIST nimmt die Reißfestigkeit von Schutzwesten aus PBO-Fasern bei Gebrauch unter dem Einfluss von Feuchtigkeit und Temperatur um 30 % ab, was zur Dezertifizierung von PBO-Fasern in Schutzwesten und zum rasch nachlassenden Interesse an PBO als Forschungsobjekt führte.